# 島原純豊
島原 純豊（しまばら すみとよ）は、戦国時代から安土桃山時代にかけての武将。肥前有馬氏の家臣。肥前国浜の城主。

## 略歴
肥前有馬氏の一族である島原氏は、南北朝期の正平7年/観応3年（1352年）に、南朝方として行動し、戦国期には有馬氏に従い、肥前高来郡（島原半島）に勢力を持っていた。ルイス・フロイスの『日本史』によると、島原純茂は有馬家中で西郷純堯と共に「同国の最も身分の高い殿の内の二人」に数えられていた。
純豊は永禄6年（1563年）、浜の城近隣の高台を宣教師に与え、時期は不明だが、キリスト教を巡る有馬家中での対立で古賀越中守を暗殺した。天正6年（1578年）1月、有馬氏討伐のため高来郡へ龍造寺隆信が南下してくるとこれに従属する。天正12年3月24日（1584年5月4日）の沖田畷の戦いでは龍造寺方に属す。戦後、居城である浜の城は有馬晴信、島津家久勢に包囲され純豊は降伏した。その後、純豊は鍋島直茂に仕えたようで、文禄・慶長の役での鍋島氏の陣立表にも彼の名がみえる。